# Redjem Demouche
Redjem Demouche (em árabe: رجم دموش) é uma comuna localizada na província de Sidi Bel Abbès, Argélia. De acordo com o censo de 2008, a população total da cidade era de 2 676 habitantes.